# Palestinian Media Watch
Palestinian Media Watch (англ. Наблюдение за палестинскими медиа, сокр. PMW) — израильская неправительственная организация, основанная в 1996 году Итамаром Маркусом. PMW занимается мониторингом палестинских СМИ и учебных материалов.

## История
Palestinian Media Watch был основан в 1996 году Итамаром Маркусом, ранее работавшим в израильском правительстве. Маркус начал записывать передачи официального палестинского телевидения и ежедневно читать палестинские газеты; эти материалы демонстрировали демонизацию Израиля и отрицание его права на существование.
Записи Маркуса были привезены на саммит в Уай Плантейшен (1998) и переданы президенту США Биллу Клинтону. Вскоре после этого был создан трёхсторонний (израильский, палестинский и американский) переговорный комитет для решения проблемы подстрекательства. Маркус был назначен в израильскую команду и занимал эту должность до середины 1999 года, отметив, однако, отсутствие значительного прогресса.
В июне 2004 года PMW представила Конгрессу США специальный доклад под названием «Четыре лазейки в антитеррористических законах США». В документе анализировалось использование американских средств на территориях, контролируемых ПНА, для поддержки антиамериканской деятельности и пропаганды террора. В отчете PMW было рекомендовано внести в законодательство США пять поправок; все они были включены в новый законопроект о зарубежных операциях, принятый Палатой представителей в июле 2004 года.

## Деятельность

### Общая характеристика
PMW анализирует широкий спектр палестинских СМИ, а также изучает культуру и общество Палестинской автономии, включая летние лагеря, поэзию, школьные учебники, религиозную идеологию, кроссворды и многе другое.
Организация играет важную роль в документировании противоречий между имиджем, представляемым палестинцами миру на английском языке, и посланиями, которые они передают своему народу на арабском. Так, в докладах PMW освещались следующие темы: «Поощрение женщин-террористок», «Война против евреев и Израиля в религиозном преподавании Палестинской автономии», «Сравнение мнений ПНА и её школьных учебников с Хартией ХАМАС».
Итамар Маркус считает, что наиболее важной деятельностью PMW является доведение своих материалов до сведения иностранных политиков и лиц, принимающих решения; он часто представляет свои данные зарубежным парламентариям и СМИ.

### Мониторинг СМИ
В 2007 году широкую критику вызвала детская телепередача «Пионеры завтрашнего дня», вышедшая в эфир на подконтрольном ХАМАС Al-Aqsa TV в секторе Газа. Передача прививала детям антиамериканские и антиизраильские настроения, пропагандируя идею исламского владычества над миром, используя персонажа в виде мышонка по имени Фарфур, сделанного по образцу Микки Мауса. В программе участвовали дети, и многие из них при этом пели гимны ХАМАС о войне с Израилем. Palestinian Media Watch и Институт по исследованию медиа Ближнего Востока (MEMRI), были первыми, кто обратил внимание на эту передачу. После международной критики передачи, в ней показали смерть мышонка Фарфура, забитого насмерть актёром в роли израильского агента.
В отчете PMW за 2012 год отмечалось, что кукольный спектакль, представленный перед палестинскими детьми и спонсируемый организацией «Бурдж аль-Лук-Лук», финансируемой ООН, призывал детей брать в руки оружие вместо сигарет. В отдельном отчёте PMW того же года указывалось, что два телеведущих из Палестинской молодежной ассоциации за лидерство и применение прав (PYALARA), получавшей финансирование от Еврокомиссии, Save the Children UK и Cordaid, описали в еженедельной телепередаче террористов-смертников как «величайшие образцы для нашего подражания». Веб-сайт «Бурдж аль-Лук-Лук» был впоследствии отключён, а организация Save the Children UK начала расследование в отношении PYALARA.

## Критика
PMW подвергается критике со стороны палестинских властей из-за публикаций об антиизраильских и антисемитских материалах в официальных палестинских СМИ.